# Ulekczin
Ulekczin (ros. Улекчин) – wieś (ułus) w Rosji, w Buriacji, w rejonie zakamieńskim. W 2010 liczyła 1180 mieszkańców.